# 802-й отдельный разведывательный артиллерийский дивизион
«802-й отдельный армейский разведывательный артиллерийский дивизион» —
802-й отдельный армейский разведывательный артиллерийский  Резерва Главного Командования — воинское формирование  Вооружённых Сил СССР, принимавшее участие в  Великой Отечественной войне.
 Сокращённое наименование — 802-й оарадн РГК.

## История
Сформирован в 1944 году года в составе  Дальневосточного фронта.
Штат 08/555 
- Штаб
- Хозяйственная часть
- 1 БЗР
- 2 БЗР
- БТР
- ВЗОР
- ФГВ

В  действующей армии с 9.08.1945 по 3.09.1945.
В ходе Великой Отечественной войны вёл артиллерийскую разведку в интересах артиллерии соединений 15-й армии 2-го Дальневосточного фронта.

## Подчинение
]]

| Дата              | Фронт                     | Армия      | Корпус | Дивизия | Бригада | Примечания |
| ----------------- | ------------------------- | ---------- | ------ | ------- | ------- | ---------- |
| 1944 -3.09.1945г. | 2-й Дальневосточный фронт | 15-я армия | -      | -       | -       | -          |

## Командование дивизиона
Командир дивизиона
- майор Климов Иван Кузьмич

Начальник штаба дивизиона
- гв. капитан Горин Александр Петрович

Заместитель командира дивизиона по политической части
Помощник начальника штаба дивизиона
- ст. лейтенант Яковенко Николай Семёнович

Помощник командира дивизиона по снабжению
- капитан Прозоров Григорий Алексеевич

## Командиры подразделений дивизиона
Командир 1-й БЗР
- ст. лейтенант Камаев Александр Петрович

Командир 2-й БЗР
Командир БТР
- ст. лейтенант Макаров Павел Наумович

Командир ВЗОР
- лейтенант Горюнов Михаил Васильевич

Командир ФГВ
- лейтенант Арзамасцев Виктор Дмитриевич